# Contrôleur général des lieux de privation de liberté
Le Contrôleur général des lieux de privation de liberté (CGLPL) est une autorité administrative indépendante française chargée de contrôler les conditions de prise en charge et de transfèrement des personnes privées de liberté afin de s'assurer du respect de leurs droits fondamentaux. Il peut être saisi par toute personne privée de liberté ou un de ses proches.

## Historique
Le protocole facultatif à la Convention contre la torture et autres peines ou traitements cruels, inhumains ou dégradants est adopté le 18 décembre 2002 à New York. Selon ce texte, chaque État-partie met en place, désigne ou administre, à l'échelon national, un ou plusieurs organes de visite chargés de prévenir la torture et autres peines ou traitements cruels, inhumains ou dégradants.
Le rapport du député socialiste Jacques Floch, enregistré à la présidence de l'Assemblée nationale le 28 juin 2000, préconisait déjà un contrôleur général des prisons, associé à un dispositif de médiation. En 2000, Guy Canivet, premier président de la Cour de cassation, préconise de le nommer en conseil des ministres sur proposition conjointe de la Cour de cassation, du Conseil d'État et de la Cour des comptes, assisté d'experts soustraits à toute hiérarchie. Dans ce projet, inspiré de l'inspecteur en chef des prisons anglaises, le contrôleur pouvait exiger d'être entendu par un juge d'instruction ou un procureur.
Selon un projet de 2006, c'est le médiateur de la République qui aurait dû assurer cette tâche. Il existait de plus une Commission nationale de contrôle des centres et locaux de rétention administrative et des zones d'attente. 
Le Contrôleur général des lieux de privation de liberté est créé par la loi du 30 octobre 2007 et le décret du 12 mars 2008 et le protocole facultatif se rapportant à la convention contre la torture et autres peines ou traitements inhumains ou dégradants est approuvée par la France en 2008,,.
En 2011, lors du débat parlementaire à propos de la loi organique qui instaure le Défenseur des droits (qui succède au médiateur de la République), la suppression du Contrôleur général des lieux de privation de liberté est envisagée, puis finalement retirée.
En 2014, la loi est modifiée, par exemple pour ajouter à la compétences du contrôleur général le contrôle des procédures d’éloignement.

## Pouvoirs et compétences
Le Contrôleur général des lieux de privation de liberté est chargé, sans préjudice des prérogatives que la loi attribue aux autorités judiciaires ou juridictionnelles, de contrôler les conditions de prise en charge et de transfèrement des personnes privées de liberté, afin de s'assurer du respect de leurs droits fondamentaux. Il s’agit notamment :
- des établissements pénitentiaires : maisons d’arrêt, centres pénitentiaires, centres de détention, maisons centrales, établissements pénitentiaires pour mineurs, centres de semi-liberté, centres pour peines aménagées, le centre national d'évaluation
- des établissements de santé, plus particulièrement :
  - des établissements ou unités de santé recevant des personnes hospitalisées sans leur consentement (hospitalisation d’office ou à la demande d’un tiers)
  - des chambres sécurisées au sein des hôpitaux
  - des unités pour malades difficiles (UMD)
  - des unités médico-judiciaires (UMJ)
- des établissements placés sous l’autorité conjointe du ministère de la santé et du ministère de la justice tels que :
  - les unités d’hospitalisation sécurisées interrégionales (UHSI)
  - les unités hospitalières spécialement aménagées (UHSA)
  - l’établissement public de santé national de Fresnes
  - le centre socio-médico-judiciaire de sûreté
- des locaux de garde à vue des services de police et de gendarmerie
- des locaux de rétention douanière
- des centres et locaux de rétention administrative des étrangers
- des zones d’attente des ports et aéroports
- des dépôts ou geôles situés dans les tribunaux
- des centres éducatifs fermés
- de tout véhicule permettant le transfèrement des personnes privées de liberté

De plus il exerce, aux mêmes fins, le contrôle de l'exécution par l'administration des mesures d'éloignement prononcées à l'encontre d'étrangers jusqu'à leur remise aux autorités de l'État de destination,.
Toute personne physique, ainsi que toute personne morale s'étant donné pour objet le respect des droits fondamentaux, peuvent porter à la connaissance du contrôleur général des lieux de privation de liberté des faits ou situations susceptibles de relever de sa compétence. Le Contrôleur général des lieux de privation de liberté est saisi par le Premier ministre, les membres du gouvernement, les membres du Parlement, les représentants au Parlement européen élus en France et le Défenseur des droits. Il peut aussi se saisir de sa propre initiative.
Le Contrôleur général des lieux de privation de liberté peut visiter à tout moment, sur le territoire français, tout lieu où des personnes sont privées de leur liberté par décision d'une autorité publique, ainsi que tout établissement de santé habilité à recevoir des patients hospitalisés sans leur consentement. 
À l'issue de chaque visite, le Contrôleur général des lieux de privation de liberté fait connaître aux ministres intéressés ses observations concernant en particulier l'état, l'organisation ou le fonctionnement du lieu visité, ainsi que la condition des personnes privées de liberté. Les ministres formulent des observations en réponse chaque fois qu'ils le jugent utile ou lorsque le Contrôleur général des lieux de privation de liberté l'a expressément demandé. Ces observations en réponse sont alors annexées au rapport de visite établi par le contrôleur général. 

## Organisation

### Contrôleur général
Le Contrôleur général des lieux de privation de liberté est nommé en raison de ses compétences et connaissances professionnelles par décret du président de la République, après avis de la commission compétente de chaque assemblée, pour une durée de six ans. Son mandat n'est pas renouvelable. Il ne peut être poursuivi, recherché, arrêté, détenu ou jugé à l'occasion des opinions qu'il émet ou des actes qu'il accomplit dans l'exercice de ses fonctions. Il ne peut être mis fin à ses fonctions avant l'expiration de son mandat qu'en cas de démission ou d'empêchement. Le Contrôleur général des lieux de privation de liberté exerce ses fonctions à temps plein. Ses fonctions sont incompatibles avec tout mandat électif,. En octobre 2020, Dominique Simonnot est proposée par Emmanuel Macron pour occuper le poste. Ancienne journaliste, son indépendance et sa connaissance fine de la problématique carcérale, valent à Dominique Simonnot d'être un choix remarqué et salué pour conduire l'institution et incarner sa mission. 
| Portrait                              | Identité           | Période         | Période         |
| Portrait                              | Identité           | Début           | Fin             |
| ------------------------------------- | ------------------ | --------------- | --------------- |
| Jean-Marie Delarue, 2 mars 2015.      | Jean-Marie Delarue | 13 juin 2008    | 13 juin 2014    |
| Adeline Hazan                         | Adeline Hazan      | 17 juillet 2014 | 17 juillet 2020 |
| Dominique Simonnot en septembre 2020. | Dominique Simonnot | 14 octobre 2020 |                 |

### Contrôleurs
Le Contrôleur général des lieux de privation de liberté est assisté de contrôleurs qu'il recrute en raison de leur compétence dans les domaines se rapportant à sa mission. Les fonctions de contrôleur sont incompatibles avec l'exercice d'activités en relation avec les lieux contrôlés. Dans l'exercice de leurs missions, les contrôleurs sont placés sous la seule autorité du Contrôleur général des lieux de privation de liberté. Il y a dix-huit contrôleurs exerçant à temps plein et vingt-cinq intervenants extérieurs apportant leur concours de façon intermittente ou continue. La tâche paraît immense par comparaison avec l'Inspecteur en chef des prisons d'Angleterre (il y en a un autre en Écosse) qui dispose d'une équipe de quarante personnes pour visiter 149 établissements seulement.[style à revoir][réf. nécessaire].

### Statut
Le Contrôleur général des lieux de privation de liberté est soumis au statut général des autorités administratives indépendantes en vigueur depuis 2017 : mandat non révocable et non renouvelable, prévention des conflits d’intérêt et déclarations à la Haute Autorité pour la transparence de la vie publique.

### Administration
Le budget du Contrôleur général des lieux de privation de liberté est une des actions du programme 308 « Protection des droits et libertés » de la mission « Direction de l’action du Gouvernement ». En 2018, les crédits de paiement sont de 5 281 799 €, ce qui permet 150 visites et autres missions.

## Visites et recommandations
Le Contrôleur a épinglé le commissariat de Boulogne-Billancourt, visité en octobre 2008, pour conditions d'hygiène « indignes pour les personnes placées en garde à vue et celles placées en dégrisement » et le non-respect des procédures de traçabilité de la garde à vue prévues à l'article 65 du Code de procédure pénale.
La plus grande médiatisation à ce jour de son action reste celle qui a suivi la publication de son rapport sur les conditions d'hygiène « inhumaines » à la prison des Baumettes en décembre 2012. Sa contre-visite un an plus tard constate l'efficacité relative de ce rapport, joint à des actions de l'Observatoire international des prisons.
En juillet 2016, le Contrôleur publie un rapport dénonçant un recours trop important aux pratiques d'isolement et de contention dans les établissements de santé mentale en France.